# Abenjacán el Bojarí, muerto en su laberinto
Abenjacán el Bojarí, muerto en su laberinto, es uno de los cuentos de El Aleph, libro escrito por Jorge Luis Borges.

## Resumen
Este cuento trata de dos amigos, Dunraven y Unwin, que en una tarde de verano uno de ellos relata la historia de Abenjacán el Bojarí, muerto en su laberinto.
Abenjacán era un caudillo o rey de una tribu nilótica, que un día escapa, junto con Zaid, su primo y visir, con todo el tesoro que había logrado. En el desierto, una noche escondidos en una tumba, mientras no podía dormir, mata a Zaid y escapa hacia el mar para que su fantasma no lo persiga.
Llega a Inglaterra y allí construye un laberinto color carmesí, en cuyo centro se esconde. Zaid llega y lo mata borrándole la cara con una piedra, lo mismo hace con el león y el esclavo que custodiaban el laberinto.
Unwin en cambio piensa que esta historia es ilógica y desarrolla una nueva versión:
Esa noche en el desierto Abenjacán durmió y Zaid veló. Zaid pensó matar a su primo, pero no lo logró así que huyó con el tesoro y el esclavo que los acompañaba. En Inglaterra construye un laberinto haciéndose pasar por Abenjacán y se esconde en su centro. Allí llega Abenjacán, atraído por el laberinto, y Zaid lo mata en el centro del mismo, borrándole la cara con una piedra, y haciendo lo mismo con el esclavo y el león. 
- Datos: Q5655021